# Helena Tlaskalová-Hogenová
Helena Tlaskalová-Hogenová (* 29. prosince 1938 Praha) je česká imunoložka. Zabývá se slizniční a vývojovou imunologií, věnuje se zejména bakteriím.
Narodila se v Praze, vyrůstala na Žižkově, kde vychodila základní školu i gymnázium. Po maturitě začala studovat na Fakultě všeobecného lékařství Univerzity Karlovy, během studií vstoupila do KSČ. Po úspěšném ukončení studia pracovala v Ústí nad Labem a začala se zajímat o imunologii. V roce 1964 začala pracovat na imunologickém oddělení Mikrobiologického ústavu Akademie věd. Po srpnu 1968 z komunistické strany vystoupila a spolu se některými svými kolegy se podílela na protisovětských aktivitách. V roce 1968 také dokončila doktorát, ale v době nastupující normalizace byla její další vědecká činnost omezená. I nadále působila v Mikrobiologickém ústavu.
V roce 1994 získala titul doktor věd, od roku 1995 byla docentkou na 1. lékařské fakultě Univerzity Karlovy, od roku 2001 je tamtéž profesorkou. K březnu 2021 byla autorkou či spoluautorkou více než 300 publikací. Je členkou několika vědeckých společností a nositelkou mnohých ocenění, mj. od roku 2000 členkou Učené společnosti České republiky, od roku 2009 nositelkou Patočkovy medaile Československé společnosti mikrobiologické nebo od roku 2018 nositelkou Zlaté medaile Univerzity Karlovy.

## Ocenění
- Medaile Za zásluhy 1. stupně, udělil president Petr Pavel